# USS Lardner (DD-286)
USS Lardner (DD-286) — эскадренный миноносец типа «Клемсон» ВМС США. Построен на верфи Squantum Victory Yard в Куинси в Массачусетсе. Спущен на воду в 1919 году. Назван в честь контр-адмирала Джеймса Ларднера, участника Гражданской войны. Первый из двух кораблей ВМС США, носивших это имя.
В составе флота с декабря 1919 года по май 1930 года. Нёс патрульную службу у восточного побережья США и в Карибском море. В составе 27-го дивизиона эсминцев участвовал в походе в Европу. Занимался подготовкой резервистов. После вывода из состава флота продан на металлолом.

## История
Эскадренный миноносец USS Lardner построен в Куинси на верфи Squantum Victory Yard , принадлежавшей компании Bethlehem Shipbuilding. Назван в честь контр-адмирала Джеймса Ларднера, участника Гражданской войны в США, командующего Вест-Индской эскадрой. Спущен на воду 29 сентября 1919 года. Крёстной матерью корабля стала Маргарет Лардж, внучка адмирала Ларднера. Введён в строй 10 декабря 1919 года, первый командир — лейтенант-коммандер Макс Демотт.
Корабль был приписан к соединению эсминцев Атлантического флота, после чего совершил переход из Ньюпорта на Кубу, где занимался боевой подготовкой. В мае 1920 года Lardner пришёл в Бостон, затем действовал в составе эскадры эсминцев, патрулирующих у побережья Флориды. С августа 1920 по апрель 1921 года находился в Чарлстоне, участвуя в подготовке резервистов.
C 1921 по 1926 год корабль действовал на Атлантическом океане и в Карибском море, нёс патрульную службу. В 1923 году находился на ремонте в Норфолке. Летом 1926 года в составе 27-го дивизиона эсминцев Lardner заходил в ряд портов Северной Европы и Средиземноморья. После возвращения в США продолжил патрулировать побережье Атлантического океана. В зимние месяцы эсминец совершал походы в Карибское море. Регулярно привлекался к подготовке резервистов.
В соответствии с Лондонским морским договором, Lardner был выведен из состава флота 1 мая 1930 года. Корпус корабля 17 января 1931 года продан компании Boston Iron & Metal для разборки на металлолом.